# Віра Шош
Віра Туран Шош (угор. Sós Turán Vera, 11 вересня 1930, Будапешт — 22 березня 2023) — угорська математикиня. Емерит-професорка Інституту математики Угорської АН, її академкиня (1990, членкорка з 1985), членкиня Європейської академії (2013), членкорка Австрійської академії наук (1995).

## Біографія
Закінчила Будапештський університет із математики та фізики (1952). У 1957 році там же і в Угорської АН отримала докторський ступінь.
З 1953 року співробітниця, в 1980—1987 роках професорка альма-матер.
З 1980 року завідувачка кафедри дискретної математики, з 1987 року дослідна професорка, з 2012 року емерит-професорка Інституту математики Угорської АН.
Почесна докторка.

## Родина
Чоловік — Пал Туран (з 1952, помер 1976), також математик і академік.

## Нагороди та премії
- Szele Tibor-emlékérem[hu] (1974)
- Akadémiai Díj[hu] з математики (1983)
- Benedikt Otto Prize (1994)
- Премія Сеченьї (1997)
- Командорський хрест ордена Заслуг (2002)
- Hazám-díj[hu] (2006)
- Золота медаль Угорської академії наук (2015)

## Вибрані праці
- ——— (1958). On the distribution mod 1 of the sequence nα. Ann. Univ. Sci. Budapest. Eötvös Sect. Math. 1: 127—134.
- ———; Kövari, T.; Turán, P. (1954). On a problem of K. Zarankiewicz. Colloquium Math. 3: 50—57. doi:10.4064/cm-3-1-50-57. MR 0065617.